# Warth-Weiningen
Warth-Weiningen es una comuna suiza del cantón de Turgovia, ubicada en el distrito de Frauenfeld. Limita al norte con las comunas de Hüttwilen y Herdern, al este con Pfyn y Felben-Wellhausen, al sur con Frauenfeld, y al oeste con Uesslingen-Buch.

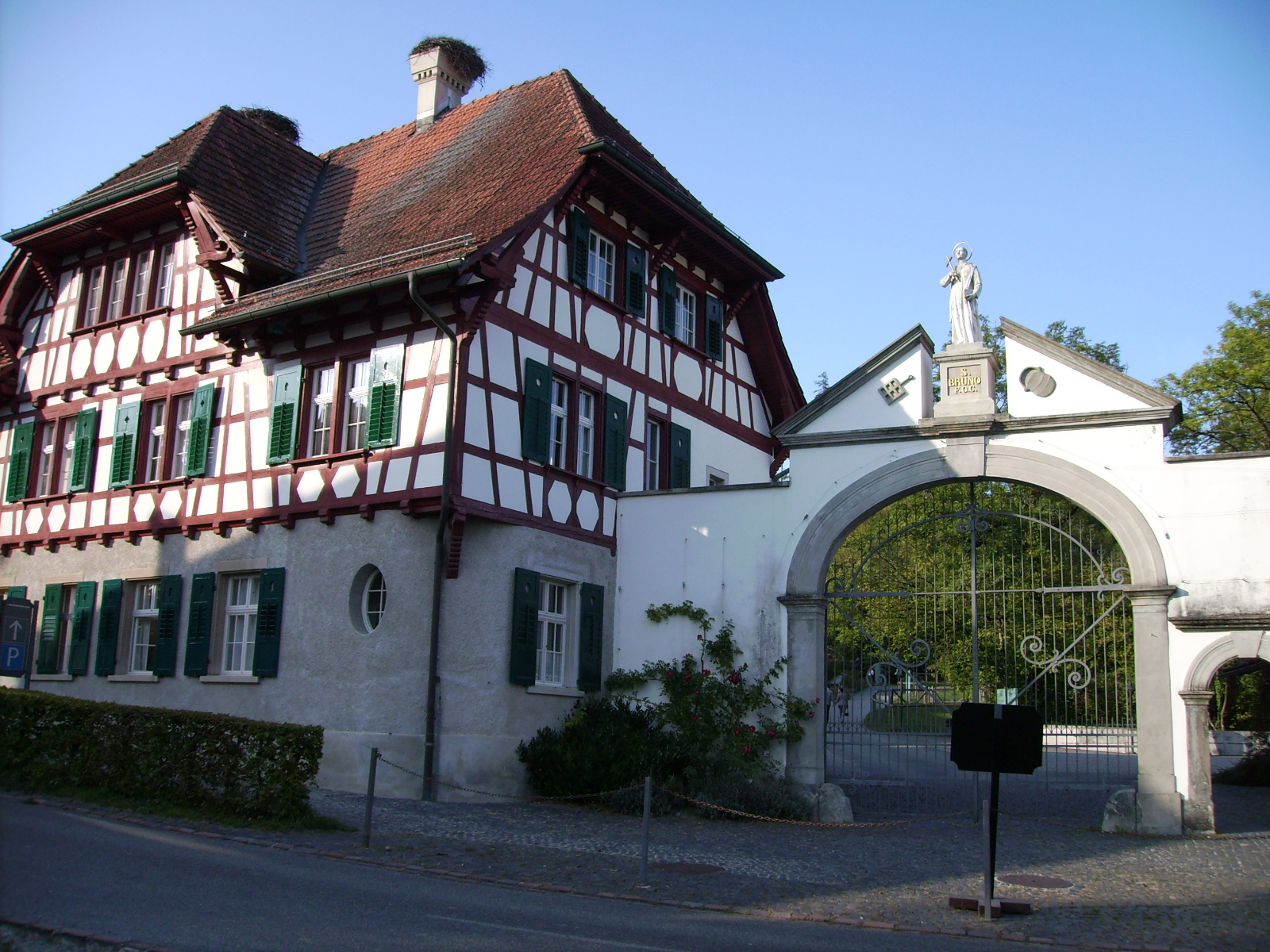
Casa de arquitectura típica de la región, Warth-Weiningen.